# Le Progrès (Sherbrooke)
Pour les articles homonymes, voir Le Progrès.
Le Progrès est un journal publié à Sherbrooke au Québec de 1874 à 1878. Le 3 mai 1878, le Progrès est absorbé par Le Pionnier de Sherbrooke. En 1883, il renait sous une nouvelle identité et devient Le Progrès de l'Est, une publication qui parait jusqu'en 1924. Après la disparition du Pionnier de Sherbrooke en 1902, il devient le seul journal francophone de la ville, jusqu'à la fondation en 1910 de La Tribune.